# Pneumonitis química
La pneumonitis química és una inflamació dels pulmons causada per agents irritants inhalats. Com ara la irritació pel vòmit aspirat, bari utilitzat en la imatgeria gastrointestinal, la ingestió de benzina, d'altres destil·lats del petroli o de formaldehid, l'exposició als vapors d'òxid de zinc i a l'azida de sodi present en el gas dels airbags, pesticides engolits o absorbits per la pell i també pels gasos de les galvanoplàsties o d'altres activitats industrials potencialment lesives pel tracte respiratori. A vegades se la denomina "pneumònia química", tot i que no és una patologia pulmonar infecciosa. Rarament, quan el curs d'aquest tipus de pneumònia es complica per l'aparició d'un empiema, pot formar-se una fístula broncopleural adquirida. Tanmateix, pot ser provocada per accidents al manipular inhalants, entre ells els provinents de l'àcid nítric, del benzè o de compostos bromurats, instil·lar nasalment per error dimeticona amb oli mineral i bàlsam del Perú en esprai a nens petits, respirar el fum de la combustió del fòsfor blanc (P4), inspirar pols de talc exposició laboral a aerosols de parafina procedents de determinats treballs metal·lúrgics o per empassar-se inadvertidament dissolvents orgànics. S'ha descrit algun cas inusual de pneumonitis química en malalts psiquiàtrics amb ideació suïcida subsegüent a l'administració intencionada d'insecticida o d'hidrocarbur parafínic per via endovenosa. De vegades, es produeix en menjafocs després d'aspirar involuntàriament el material inflamable que utilitzen per fer els seus espectacles.
La síndrome de Mendelson és un tipus de pneumonitis química, descrit per primera vegada l'any 1946. Els seus signes i símptomes són molt diversos i de gravetat variable. Poden anar des d'una hipòxia moderada a una insuficiència respiratòria greu amb SDRA. En alguns casos es produeix un col·lapse pulmonar fatal. Aquesta síndrome deu el seu nom a l'obstetra nord-americà Curtis Lester Mendelson (1913-2002), qui escrigué un article sobre les serioses complicacions pulmonars que presentaven parteres joves i sanes com a conseqüència de l'aspiració de contingut gàstric durant l'anestèsia.
En biòpsies pulmonars de fumadors de cigarrets electrònics s'han observat lesions histològiques similars a les d'una pneumonitis química centrada en les petites vies aèries, possiblement causades pel propilenglicol usat per diluir la nicotina.
No s'hauria d'administrar oli mineral a infants joves, animals de companyia amb restrenyiment, o algú que tingui tos, hèrnia hiatal o reflux gastroesofàgic nocturn, car pot provocar complicacions com ara pneumònia lipoidal amb l'eventual desenvolupament ulterior d'una síndrome del destret respiratori agut. A causa de la seva baixa densitat, és fàcil que sigui aspirat als pulmons, on el cos no el pot eliminar. En els infants, l'oli aspirat pot pertorbar la respiració normal, provocant per hipòxia la mort de cèl·lules cerebrals i una paràlisi i/o retard mental permanent.